# Андре Грін
Андре Джей Грін (англ. Andre Jay Green, нар. 26 липня 1998, Солігалл) — англійський футболіст, нападник братиславського «Слована». Виступав за юнацькі збірні Англії від 16 до 20 років.

## Клубна кар'єра

### «Астон Вілла»
Грін приєднався до академії «Астон Вілли» у віці дев'яти років і пройшов через усі вікові групи. Дебютував за першу команду у Прем'єр-лізі 13 березня 2016 року, вийшовши з лави запасних замість Жордана Верету в грі проти «Тоттенгем Готспур» (0:2). При цьому він став п'ятим наймолодшим гравцем, який коли-небудь дебютував за клуб.
Після того, як «Астон Вілла» того ж року вилетіла з вищого дивізіону, Гріна пов'язували з переходом у клуби Прем'єр-ліги, але нападник вирішив підписати новий трирічний контракт з «вілланами» в серпні 2016 року. У січні 2017 року Грін вперше вийшов в основі на матч Чемпіоншипу вдома проти «Престона», а 19 серпня 2017 року забив свій перший гол за «Астон Віллу» в грі проти «Норвіч Сіті».

### Оренда в «Портсмут»
Після отриманої травми, яка не дозволила Гріну брати участь у більшій частині сезону 2017/18, нападнику було важко потрапити в першу команду «Астон Вілли», і 29 серпня 2018 року він був відданий в оренду в клуб «Портсмут» з Першої ліги, третього дивізіону країни. Він забив свій перший гол за «Портсмут» 13 листопада 2018 року у матчі Трофею Футбольної ліги проти команди «Тоттенгем Готспур U-23» (3:2). 5 січня 2019 року Грін забив на останній хвилині у третьому раунді Кубка Англії на «Керроу Роуд», завдяки чому «Портсмут» переміг з рахунком 1:0 і пройшов лідера Чемпіоншипу «Норвіч Сіті». 17 січня 2019 року Грін був відкликаний з оренди, зігравши за клуб загалом 12 ігор в усіх турнірах, а яких забив 5 голів.

### Повернення до «Астон Вілли»
Тренер «Портсмута» Кенні Джекетт втрату гравця пояснив тим, що новий тренер «Вілли» Дін Сміт хоче збільшити квоту доморощених гравців у складі. Першою появою Гріна у «Віллі» після повернення був матч проти «Галл Сіті» (2:2). Загалом за сезон 2018/19 Грін зіграв за рідний клуб Грін зіграв 18 ігор у чемпіонаті і забив один гол у знаковому матчі проти «Шеффілд Юнайтед» на «Вілла Парк»: «Шеффілд» вигравав з рахунком 3:0 до 82 хвилини, але «Вілла» у кінцівці зуміла забити три м'ячі поспіль, а Грін забив останній з них у компенсований час, принісши своїй команді нічию 3:3.

### Оренди в «Престон» і «Чарльтон»
1 серпня 2019 року Грін приєднався до іншої команди Чемпіоншипу «Престон Норт-Енд» на умовах оренди на сезон. 13 серпня 2019 року Грін забив свій перший гол за клуб у дебютному матчі проти «Бредфорд Сіті» (4:0) у Кубку Англії. Втім закріпитись в основі нової команди Андре не зумів, не забивши більше жодного голу за клуб, через що оренда була достроково розірвана.
2 січня 2020 року Грін приєднався на правах оренди до кінця сезону 2019/20 років до іншої команди Чемпіоншипа «Чарльтон Атлетік» і забив свій перший гол за «Чарльтон» у виїзній грі проти свого попереднього клубу «Престон Норт Енд», втім його нова команда програла з рахунком 1:2.
25 червня 2020 року було оголошено, що «Астон Вілла» відпустить Гріна з команди у статусі вільного агента після завершення його періоду оренди в «Чарльтоні». Загалом Андре Грін провів за рідний клуб 48 ігор в усіх турнірах і забив 2 голи.

### «Шеффілд Венсдей»
14 січня 2021 року Грін приєднався до «Шеффілд Венсдей», підписавши 18-місячний контракт. Він дебютував за команду у грі Кубка Англії проти «Евертона», де відіграв першу половину матчу, а його команда поступилась 0:3. Після цього Грін зіграв за клуб ще 11 ігор у Чемпіоншипі, але не врятував команду від вильоту до Першої ліги.

### «Слован»
19 серпня 2021 року несподівано стало відомо, що Грін був включений до заявки братиславського «Слована» на сайті УЄФА для матчу Ліги Європи проти грецького «Олімпіакоса» (0:3). Він не поїхав з клубом на цю виїзну гри, але пізніше ввечері «Шеффілд Венсдей» підтвердив, що Грін приєднався до клубу словацької Суперліги.
Грін дебютував за команду у чемпіонаті 22 серпня 2021 року у виїзній грі проти клубу «Середь» (1:0), а вже за 4 дні, 26 серпня забив свій перший гол за клуб в матчі-відповіді Ліги Європи проти «Олімпіакоса» (2:2). Ще за кілька днів, 4 вересня у матчі національного кубка проти нижчолігового клубу «Єднота» (Малинець) Грін зробив свій перший хет-трик у кар'єрі, допомігши команді розгромно виграти з рахунком 7:0. 3 квітня 2022 року Грін допоміг «Словану» перемогти з рахунком 1:0 «Спартак» (Трнава). завдяки чому команда достроково стала чемпіоном Словаччини, що стало першим трофеєм у кар'єрі англійця. Грін заявив, що це виправдало його рішення покинути Англію та продовжити кар'єру в Словаччині. Загалом у дебютному сезоні за клуб він зіграв 26 ігор чемпіонату і забив 5 голів.

## Міжнародна кар'єра
Грін представляв Англію на рівні юнацьких збірних, виступаючи від команди до 16 років і аж до збірної серед 20-річних.

## Статистика
Станом на 21 травня 2022
| Клуб                | Сезон   | Чемпіонат    | Чемпіонат | Чемпіонат | Кубок | Кубок | Кубок ліги | Кубок ліги | Інше | Інше  | Всього | Всього |
| Клуб                | Сезон   | Ліга         | Ігор      | Голів     | Ігор  | Голів | Ігор       | Голів      | Ігор | Голів | Ігор   | Голів  |
| ------------------- | ------- | ------------ | --------- | --------- | ----- | ----- | ---------- | ---------- | ---- | ----- | ------ | ------ |
| Астон Вілла         | 2015–16 | Прем'єр-ліга | 2         | 0         | 0     | 0     | 0          | 0          | —    | —     | 2      | 0      |
| Астон Вілла         | 2016–17 | Чемпіоншип   | 15        | 0         | 1     | 0     | 1          | 0          | –    | –     | 17     | 0      |
| Астон Вілла         | 2017–18 | Чемпіоншип   | 5         | 1         | 1     | 0     | 1          | 0          | —    | —     | 7      | 1      |
| Астон Вілла         | 2018–19 | Чемпіоншип   | 18        | 1         | 0     | 0     | 1          | 0          | 3    | 0     | 22     | 1      |
| Астон Вілла         | Всього  | Всього       | 40        | 2         | 2     | 0     | 3          | 0          | 3    | 0     | 48     | 2      |
| Портсмут            | 2018–19 | Перша ліга   | 6         | 1         | 2     | 2     | 0          | 0          | 4    | 2     | 12     | 5      |
| Престон Норт-Енд    | 2019–20 | Чемпіоншип   | 4         | 0         | 0     | 0     | 2          | 1          | —    | —     | 6      | 1      |
| Чарльтон Атлетік    | 2019–20 | Чемпіоншип   | 13        | 2         | 1     | 0     | —          | —          | —    | —     | 14     | 2      |
| Шеффілд Венсдей     | 2020–21 | Чемпіоншип   | 11        | 0         | 1     | 0     | —          | —          | —    | —     | 12     | 0      |
| Шеффілд Венсдей     | 2021–22 | Перша ліга   | 2         | 0         | 0     | 0     | 1          | 0          | 0    | 0     | 3      | 0      |
| Шеффілд Венсдей     | Всього  | Всього       | 13        | 0         | 1     | 0     | 1          | 0          | 0    | 0     | 15     | 0      |
| Слован (Братислава) | 2021–22 | Суперліга    | 26        | 5         | 7     | 5     | —          | —          | 7    | 5     | 36     | 14     |
| Загалом             | Загалом | Загалом      | 102       | 10        | 13    | 7     | 6          | 1          | 14   | 7     | 135    | 25     |

1. ↑  Плей-оф за вихід до Прем'єр-ліги.
2. ↑  Трофей Футбольної ліги
3. ↑  1 матч і 1 гол у Лізі Європи, 6 матчів і 4 голи у Лізі конференцій

## Досягнення
- Чемпіон Словаччини: 2021/22[27], 2022/23